# Suché vrchy
Suché vrchy (691 m, 621 m) – niewybitne wzniesienie w „turczańskiej” części Wielkiej Fatry na Słowacji. Znajduje się w zachodnim zakończeniu grzbietu biegnącego od Smrekova (1441 m) przez Veľký Rakytov (1268 m), Maľý Rakytov i szczyt Hlboká (1010 m) do Kotliny Turczańskiej. Północno-wschodnie stoki Suchych vrchów opadają do doliny Mača, południowo-zachodnie do dolinki potoku Hrádky. Na stokach zachodnich, w miejscowości Rakša znajduje się kamieniołom wapienia.
Suché vrchy zbudowane są ze skał wapiennych. Są porośnięte lasem, ale są na nich także duże polany. Znajdują się na obszarze Parku Narodowego Wielka Fatra (jego granica biegnie poza kamieniołomem) i nie prowadzi przez nie żaden szlak turystyczny. 